# 菊池彩花
菊池 彩花（きくち あやか、本名：長島 彩花、1987年6月28日 - ）は、日本の元スピードスケート選手。富士急行所属。平昌オリンピックのスピードスケート女子チームパシュート金メダリスト。2018年より日本スケート連盟ナショナルチーム(NT)強化コーチ、富士急行スケート部コーチを務める。

## 人物
長野県南佐久郡南相木村出身。南佐久郡小海町北相木村南相木村中学校組合立小海中学校時代からスピードスケートで全国大会に出場。佐久長聖高等学校を経て、2006年に富士急行に入社。
2011年のアジアスピードスケート選手権で総合3位に入賞。
2013年10月の第20回全日本スピードスケート距離別選手権大会1500mでは、日本国内最高記録となる1分58秒12で初優勝し、ワールドカップ出場が内定した。
同年12月のオリンピック代表選考会女子1500mで2位に入り、ソチオリンピック日本代表に選出された。
2014年2月、ソチオリンピック1500mに出場するも31位に終わった。
2015年2月に、世界距離別スピードスケート選手権の団体パシュートに髙木菜那、髙木美帆と共に出場して決勝では強豪オランダを破り、国際大会の団体パシュートで日本初の金メダルを獲得した。
2018年2月の平昌オリンピックでは、個人種目は3000m19位、1500m16位に終わる。女子チームパシュートでは髙木姉妹と佐藤綾乃との4人でエントリーし、準決勝のカナダ戦に髙木姉妹と出場して勝利し、日本の決勝進出に貢献する。決勝では髙木姉妹と佐藤が出場してオランダに勝利し、チームとして金メダルを獲得した。
2018年4月8日、山梨県富士吉田市で開かれた富士急行の報告会で現役引退を表明した。
2018年4月26日の日本スケート連盟理事会にて、スピードスケートナショナルチーム（日本代表）のアシスタントコーチに就任することが承認された。
2018年春の褒章で紫綬褒章を受章。
2018年10月23日にバンクーバーオリンピックの銀メダリスト長島圭一郎と結婚。
2019年12月30日、自身のInstagramで、この年に第一子（長男）が誕生していたこと、さらに結婚披露宴を所属の富士急行グループの富士急ハイランドオフィシャルホテル「ハイランドリゾートホテル＆スパ」で開いたことを報告、既にコーチ職に復帰していることも明らかにした。
引退後は、日本スケート連盟および富士急行スケート部でコーチを務めるほか、2022年北京オリンピックでは解説者を務めた。

## エピソード
菊池家は5人姉妹で、彩花が次女である。実妹の3人はショートトラック選手であり、長女は東京都の銀座で美容師をしている。父の毅彦は前村長。菊池家の末娘の純礼は2012年のインスブルックユースオリンピックの銅メダリスト。三女の悠希は立教大学在学中の2013年に第26回ユニバーシアード冬季競技大会日本代表選手として出場した。四女の萌水は2013年12月のソチオリンピックショートトラック代表選考会に出場、女子1000mで5位に入ってオリンピック日本代表に選出された。
高校時代には毎日、競技用自転車で通学した。往復3時間半かかったというが、脚力の強化につながった。社会人になってからは押切美沙紀らと共にMt.富士ヒルクライムにも出場経験があり、平成24年は年齢別5位、平成25年は年齢別3位、平成26年は年齢別2位の成績を残している。

## 自己記録
| 種目    | 結果    | 日付           | 場所                                  |
| ------- | ------- | -------------- | ------------------------------------- |
| 500 m   | 39.01   | 2015年12月29日 | 帯広市（ 日本）                       |
| 1,000 m | 1:15.12 | 2017年12月10日 | ソルトレイクシティ（ アメリカ合衆国） |
| 1,500 m | 1:54.12 | 2015年11月21日 | ソルトレイクシティ（ アメリカ合衆国） |
| 3,000 m | 4:01.89 | 2017年12月1日  | カルガリー（ カナダ）                 |
| 5,000 m | 7:13.69 | 2011年2月18日  | ソルトレイクシティ（ アメリカ合衆国） |

## 主な成績

### 冬季オリンピック
- 2014年ソチ（ ロシア）
  - 1500ｍ 31位
- 2018年平昌（ 韓国）
  - チームパシュート 優勝
  - 3000m 19位
  - 1500m 16位